# Przełęcz Lubawska
Przełęcz Lubawska (czes. Královecké sedlo, hist. Libavské sedlo, niem. Liebauer Pass, czasami Przełęcz Lubawecka) – przełęcz na wysokości 516 m n.p.m. w północno-środkowych Czechach, w Sudetach, między Sudetami Środkowymi a Sudetami Zachodnimi, w hradeckim kraju czes. královéhradecký kraj.

## Położenie
Przełęcz położona jest po stronie czeskiej ok. 6,7 km na południowy zachód od Lubawki, w południowej części Bramy Lubawskiej będącej jednostką orograficzną Kotliny Kamiennogórskiej. Obecnie nosi czeską nazwę Královecké sedlo, od miejscowości Královec leżącej tuż przy przełęczy, dawniej stosowana była dla niej nazwa Libavské sedlo (obocznie Libovské sedlo) od czeskiej nazwy Libava stosowanej dla Lubawki.
Na polskich mapach nazwą Przełęcz Lubawska określany jest najniżej położony punkt na granicy między Polską a Czechami (dawniej Czechosłowacją). Płynie tam na północ potok Czarnuszka (czes. Cerny potok) prawy dopływ Bobru, który źródło ma po polskiej stronie na zachodnim skrzydle przełęczy pod Szczepanowskim Grzbietem.

## Opis
Przełęcz Lubawska to powszechnie używana nazwa rozległej wierzchowiny Bramy Lubawskiej, położonej na wysokości 500–550 m n.p.m. Miejsce to nie przypomina ukształtowaniem przełęczy. Właściwa przełęcz znajduje się na wysokości 516 m n.p.m. i leży ok. 2,5 km na południe od granicy polsko-czeskiej, poniżej czeskiej miejscowości Královec. Jest to przełęcz górska o niezbyt stromych skrzydłach i prawie poziomych podejściach stanowiąca wyraźne, rozległe, śródgórskie obniżenie w Bramie Lubawskiej położonej między Sudetami Zachodnimi a Sudetami Środkowymi. Tworzy ona naturalną granicę pomiędzy nimi a zarazem jest największym obniżeniem w całym paśmie Sudetów. Oś przełęczy przebiega południkowo. Przez przełęcz przechodzi dział wodny oddzielający zlewisko morza Bałtyckiego od Morza Północnego. Wschodnim skrzydłem powyżej przełęczy równolegle do jej osi prowadzi droga asfaltowa i tor kolejowy. Na północ od przełęczy na drodze łączącej Kamienną Górę z Trutnov do 21 grudnia 2007 znajdowało się znane przejście graniczne drogowe oraz małe kolejowe dla ruchu towarowego do Czech. Najbliższe otoczenie przełęczy zajmują tereny zurbanizowane, pozostałą część przełęczy w większości zajmują łąki i obszary rolnicze.

## Inne
- Pierwszy pociąg przez przełęcz przejechał w dniu 29 grudnia 1869 r.
- Po wojnie przez wiele lat odbywał się tędy jedynie ruch towarowy.
- W ostatnich latach przywrócono sezonowy ruch kolejowy na trasach Jelenia Góra – Trutnov i Wrocław – Trutnov.
- W przeszłości przełęcz w związku z militarną cechą obniżenia stanowiła strategiczne przejście i miała największe znaczenie. Obecnie częściej w ruchu drogowym i kolejowym wykorzystywany jest szlak biegnący przez Kotlinę Kłodzką i Przełęcz Międzyleską oraz droga między Kudową-Zdrojem i czeskim Náchodem.
- Przełęcz odegrała ważną rolę w okresie wojen husyckich.

## Komunikacja
Przez przełęcz prowadzą:
- droga z Kamiennej Góry do Trutnova (polska wojewódzka o nieustalonym numerze (do 2023 r. krajowa nr 5; równolegle biegnie ekspresowa S3) i czeska I/16)
- szlak kolejowy z Jeleniej Góry do Trutnova i Žacléř (polska linia nr 299 i czeska 043).

## Turystyka
Na północ od przełęczy, wzdłuż granicy prowadzi szlak turystyczny:
- – fragment zielonego szlaku granicznego prowadzący z pasma górskiego Zawory do Kowar.